# Les Ollières
Les Ollières és un municipi francès situat al departament de l'Alta Savoia i la regió d'Alvèrnia-Roine-Alps.